# Bošín (Křinec)
Bošín (deutsch Boschin) ist ein Ortsteil der Gemeinde Křinec in Tschechien. Er liegt zwölf Kilometer nordöstlich von Nymburk und gehört zum Okres Nymburk.

## Geographie
Bošín befindet sich linksseitig über der Talmulde der Křinecká Blatnice auf der Ostböhmischen Tafel. Südöstlich erhebt sich die Kuppe Kuncberk (Kunstberg, 214 m) und im Süden der Chotuc (253 m).
Nachbarorte sind Pojedy im Nordosten, Podlužany, Nové Zámky und Sádka im Osten, Mutínsko und Křinec im Südosten, Mečíř und Jíkev im Südwesten, Studečky im Westen sowie Sovenice im Nordwesten.

## Geschichte
Das Dorf Bošín ist seit 1362 als Pfarrdorf urkundlich belegt. Besitzer des größten Anteils der Siedlung waren zu dieser Zeit die Košík von Rožďalovice, weitere zwei Güter gehörten dem Nymburker Spital. Im 15. Jahrhundert besaßen die Čelákov von Mečíř den Ort. Bei einer Teilung erwarben die Křinecký von Ronov im 16. Jahrhundert den größten Teil von Bošín und schlossen diesen an die Herrschaft Dětenice an.
Kleinere Anteile hielten Jiří Vančura von Řehnice, Jiří Ceteňský z Cetně sowie die Raschin von Riesenburg. Diese Teile erwarb 1623 Adam d. J. von Waldstein und schlug sie seiner Herrschaft Kunstberg zu.
Nach dem Josephinischen Toleranzpatent bildete sich eine evangelische Gemeinde, die 1787 eine eigene Kirche errichtete. Nach der Aufhebung der Patrimonialherrschaften bildete Bošín ab 1850 eine Gemeinde im Bezirk Poděbrady und kam 1934 zum Okres Nymburk. 1961 erfolgte die Eingemeindung nach Křinec. Wegen der erhaltenen historischen volkstümlichen Bausubstanz ist Bošín ein Denkmalschutzgebiet. Die Baumreihen auf dem Dorfplatz sind seit einer Zeit zu einem Wäldchen ausgewachsen. Im Jahre 1991 hatte das Dorf 66 Einwohner. 2001 lebten in den 53 Häusern von Bošín 62 Menschen.
In Bošín war Alexander von Bethmann (1814–1883) beerdigt.

## Sehenswürdigkeiten

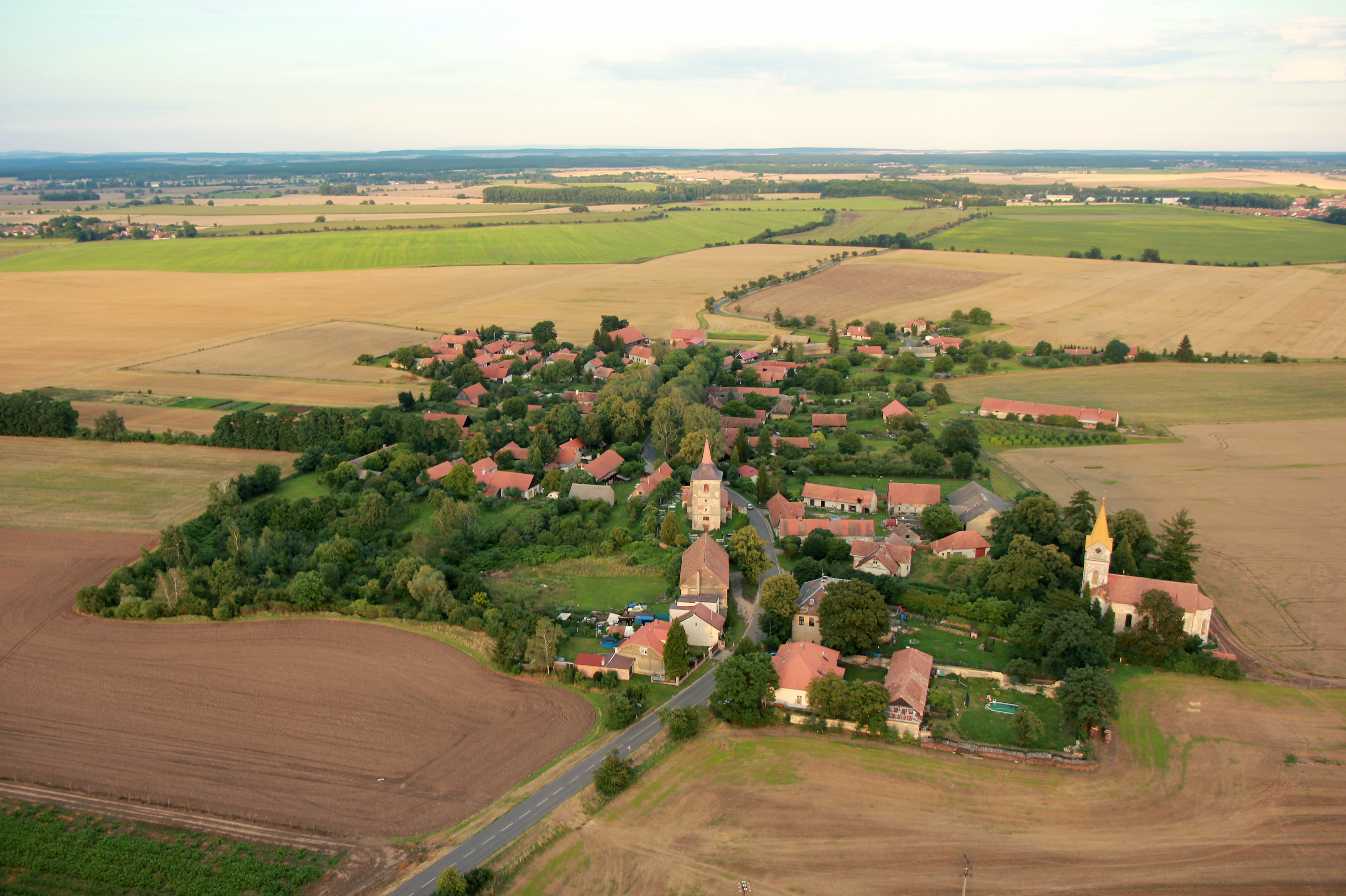
Bošín

- Katholische Kirche Mariä Himmelfahrt, der seit 1362 als Pfarrkirche nachweisbare Bau wurde im 18. Jahrhundert barockisiert
- Evangelische Kirche der hl. Philomena, die 1787 erbaute Kirche wurde 1887 durch einen neoromanischen Neubau ersetzt
- Kapelle des hl. Johannes von Nepomuk, erbaut 1714–1717, östlich am Wegekreuz bei Křinec
- Burgruine Kuncberg (Kunstberg), auf der gleichnamigen Kuppe östlich des Dorfes. Die Burg wurde nach 1450 von den Křinecký von Ronov als Landesbefestigungsanlage erbaut. Teile der Ruine wurden 1659 zum Bau des Schlosses abgebrochen, 1891 erfolgte der Abriss großer Teile des verbliebenen Gemäuers
- Naturreservat Chotuc
- Kirche der hl. Dreifaltigkeit auf dem Chotuc; die erste Kirche auf dem Chotuc wurde an Stelle einer heidnischen Kultstätte errichtet. Der heutige Bau stammt aus dem Jahre 1357 und wurde im 19. Jahrhundert barock umgestaltet.